# Борозднино
Борозднино — деревня в Унечском районе Брянской области в составе Высокского сельского поселения.

## География
Находится в центральной части Брянской области на расстоянии приблизительно 22 км на восток-юго-восток по прямой от вокзала железнодорожной станции Унеча.

## История
Упоминается с 1620 года, названа по основателям помещикам Борозднам. Со 2 половины XVII века до конца XVIII века - чисто казацкое поселение. В 1723 году в деревне было 18 дворов, а в 1781 году 12. В XVII-XVIII веках входила в полковую сотню Стародубского полка. В середине XX века работал колхоз "По-бедитель". В 1859 году здесь (деревня Мглинского уезда Черниговской губернии) учтено было 27 дворов, в 1892—32.

## Население
Численность населения: 162 человека (1859 год), 283 (1892), 16 человек (русские 100 %) в 2002 году, 6 в 2010.